# Kanton Guichen
Guichen is een kanton van het Franse departement Ille-et-Vilaine. Het kanton maakt deel uit van het arrondissement Redon.

## Gemeenten
Het kanton Guichen omvatte tot 2014 de volgende 8 gemeenten:
- Baulon
- Bourg-des-Comptes
- Goven
- Guichen (hoofdplaats)
- Guignen
- Laillé
- Lassy
- Saint-Senoux

Na de herindeling van de kantons bij decreet van 18 februari 2014, met uitwerking op 22 maart 2015, telt het kanton 16 gemeenten.
Op 1 januari 2017 woerden de gemeenten Campel en Maure-de-Bretagne samengevoegd tot de fusiegemeente (commune nouvelle) Val d'Anast.
Sindsdien omvat het kanton volgende 15 gemeenten:
- Baulon
- Bourg-des-Comptes
- Bovel
- Les Brulais
- La Chapelle-Bouëxic
- Comblessac
- Goven
- Guichen
- Guignen
- Lassy
- Loutehel
- Mernel
- Saint-Séglin
- Saint-Senoux
- Val d'Anast